# Улица Фонвизина (Москва)
У́лица Фонви́зина — улица бульварного типа на севере Москвы в Бутырском районе Северо-Восточного административного округа, между улицей Яблочкова до железнодорожной линии Ленинградского направления.

## Название
Названа в 1958 году в честь русского писателя-драматурга Дениса Ивановича Фонвизина (1744—1792), автора известной комедии «Недоросль».

## История
Улица проходила между улицей Яблочкова и Огородным проездом. В ноябре 2020 года улица была продлена за счёт Проектируемого проезда № 6565 до железнодорожной линии Ленинградского направления.

## Расположение
Улица Фонвизина проходит с запада на восток, начинается от улицы Яблочкова, пересекает улицу Милашенкова (налево) и Огородный проезд(направо), далее к железнодорожной линии Ленинградского направления (перегон «Останкино» — «Петровско-Разумовское»). По улице Фонвизина проходит участок монорельсовой дороги: Тимирязевская (конечная станция; начало улицы) — «Улица Милашенкова» (конец улицы).

## Транспорт

### Метро
начале улицы расположены станция метро  Тимирязевская и железнодорожная платформа  Тимирязевская. В конце улицы расположена станция метро  Фонвизинская

### Автобусные маршруты
По улице проходят маршруты автобусов (данные на 05 января 2024 года):
- 519:  Тимирязевская —   Фонвизинская —  Бутырская —  Марьина Роща —  Рижская
- 126:  Тимирязевская —  Фонвизинская —  Тимирязевская —  Бутырская —  Марьина Роща
- 539:  Тимирязевская —  Фонвизинская —  Бутырская —  Рижская

## Учреждения и организации
- Дом 5А — Универсам «Авоська»;
- Дом 7 — Департамент жилищной политики и жилищного фонда города Москвы (СВАО, районы: Бутырский, Марфино);
- Дом 11А — ДЕЗ, ЕИРЦ (Бутырский район);
- Дом 14А — Детский сад комбинированного вида № 5;
- Дом 17 — Бильярдный клуб «Гладиатор», супермаркет «Вкусвилл», пиццерия «Domino’s Pizza»;
- Дом 17А — Детский сад № 1745;
- Дом 16/29 — Детская хоровая студия капелла мальчиков; троллейбусная станция «Фонвизина».